# I soliti ignoti colpiscono ancora - E una banca rapinammo per fatal combinazion
I soliti ignoti colpiscono ancora - E una banca rapinammo per fatal combinazion (Ab morgen sind wir reich und ehrlich) è un film del 1976, diretto da Franz Antel.

## Trama
Questa volta i "soliti ignoti" sono interpretati da Polly e Mike che, loro malgrado, si trovano coinvolti in una rapina messa in atto da un boss mafioso ai danni del senatore statunitense Shelton.
I due giovani amici sognano di entrare a far parte del cinema e riusciranno a sventare il colpo ed a farsi assumere da un regista.